# Gubernia samarska
Gubernia samarska (ros. Самарская губерния) – gubernia Imperium Rosyjskiego ze stolicą w Samarze.
Utworzona 20 grudnia 1850?/1 stycznia 1851 ukazem Mikołaja I z 24 listopada?/6 grudnia 1850 z trzech ujezdów guberni orenburskiej, dwóch ujezdów zawołżańskich guberni symbirskiej i 2 ujezdów zawołżańskich guberni saratowskiej. Gubernia była położona pomiędzy 50° a 55° szerokości geograficznej i 45°30' a 54°20' długości geograficznej wschodniej.  
Gubernia graniczyła od północy z gubernią kazańską i ufijską, od wschodu z gubernią orenburską i obwodem uralskim, od południa z gubernią astrachańską, od zachodu z gubernią symbirską i gubernią saratowską, oddzielonymi od niej Wołgą.
Powierzchnia guberni wynosiła w 1897 – 155 580 km² (136 713,5 wiorst²).  Gubernia w początkach XX wieku była podzielona na 7 ujezdów.

## Demografia
Ludność, według spisu powszechnego 1897 - 2 751 336 osób – Rosjan (64,5%), Mordwinów (8,7%),  Niemców (8,2%), Tatarów (6,0%), Ukraińców (4,3%), Czuwaszy (3,3%), Baszkirów (2,1%), Miszarów (Mieszczieriaków) (2,0%) i Kazachów.

### Ludność w ujezdach według deklarowanego języka ojczystego[1]
| Ujezd           | Rosjanie | Mordwini | Niemcy | Tatarzy | Ukraińcy | Czuwasze | Baszkirzy | Miszarowie (Mieszczieriacy) | Kazachowie |
| --------------- | -------- | -------- | ------ | ------- | -------- | -------- | --------- | --------------------------- | ---------- |
| Gubernia ogółem | 64,5%    | 8,7%     | 8,2%   | 6,0%    | 4,3%     | 3,3%     | 2,1%      | 2,0%                        | …          |
| Bugulminski     | 31,7%    | 12,5%    | …      | 20,8%   | …        | 8,5%     | 9,9%      | 15,0%                       | …          |
| Bugurusłanski   | 57,8%    | 19,8%    | …      | 7,1%    | 2,6%     | 8,6%     | 2,3%      | 1,0%                        | …          |
| Buzułucki       | 83,1%    | 7,4%     | …      | 2,1%    | 1,9%     | 2,5%     | 2,0%      | …                           | …          |
| Nikołajewski    | 76,7%    | 4,3%     | 12,6%  | …       | 3,8%     | …        | 1,5%      | …                           | …          |
| Nowouzienski    | 39,9%    | …        | 36,8%  | 1,9%    | 17,0%    | …        | …         | 1,2%                        | 1,6%       |
| Samarski        | 83,2%    | 5,6%     | 1,5%   | 3,9%    | 2,4%     | 2,2%     | …         | …                           | …          |
| Stawropolski    | 68,4%    | 13,9%    | …      | 13,5%   | …        | 3,9%     | …         | …                           | …          |